# Antennaria scariosa
Antennaria scariosa là một loài thực vật có hoa trong họ Cúc. Loài này được E.E.Nelson mô tả khoa học đầu tiên năm 1899.